# 혁명21
혁명21(革命21)은 시사평론가인 황장수를 주축으로 창당했던 대한민국의 정당이었다.

## 역대 선거 기록

### 지방선거
|  | 0% |

|  | 0% |

|  | 0% |

|  | 0% |